# Distretto di Marromeu
Il distretto di Marromeu è un distretto del Mozambico, facente parte della Provincia di Sofala.

## Suddivisioni amministrative
Il distretto è suddiviso in due sottodistretti amministrativi (posti amministrativi):
- Chupanga
- Marromeu